# Sparedrus uzbekistanicus
Sparedrus uzbekistanicus es una especie de coleóptero de la familia Oedemeridae.

## Distribución geográfica
Habita en Uzbekistán.